# قاسي صدقاوي
قاسي صدقاوي (4 يوليو 1986 بذراع بن خدة في الجزائر - ) هو لاعب كرة قدم جزائري في مركز الوسط. لعب مع أولمبي الشلف ورائد القبة وشبيبة القبائل ونصر حسين داي.

## وصلات خارجية
- قاسي صدقاوي على موقع قاعدة بيانات كرة القدم.إي يو (الإنجليزية)
- قاسي صدقاوي على موقع Soccerway.com (الإنجليزية)